# Neptis philyra
Neptis philyra är en fjärilsart som beskrevs av Ménétriés 1859. Neptis philyra ingår i släktet Neptis och familjen praktfjärilar. Inga underarter finns listade i Catalogue of Life.

## Bildgalleri

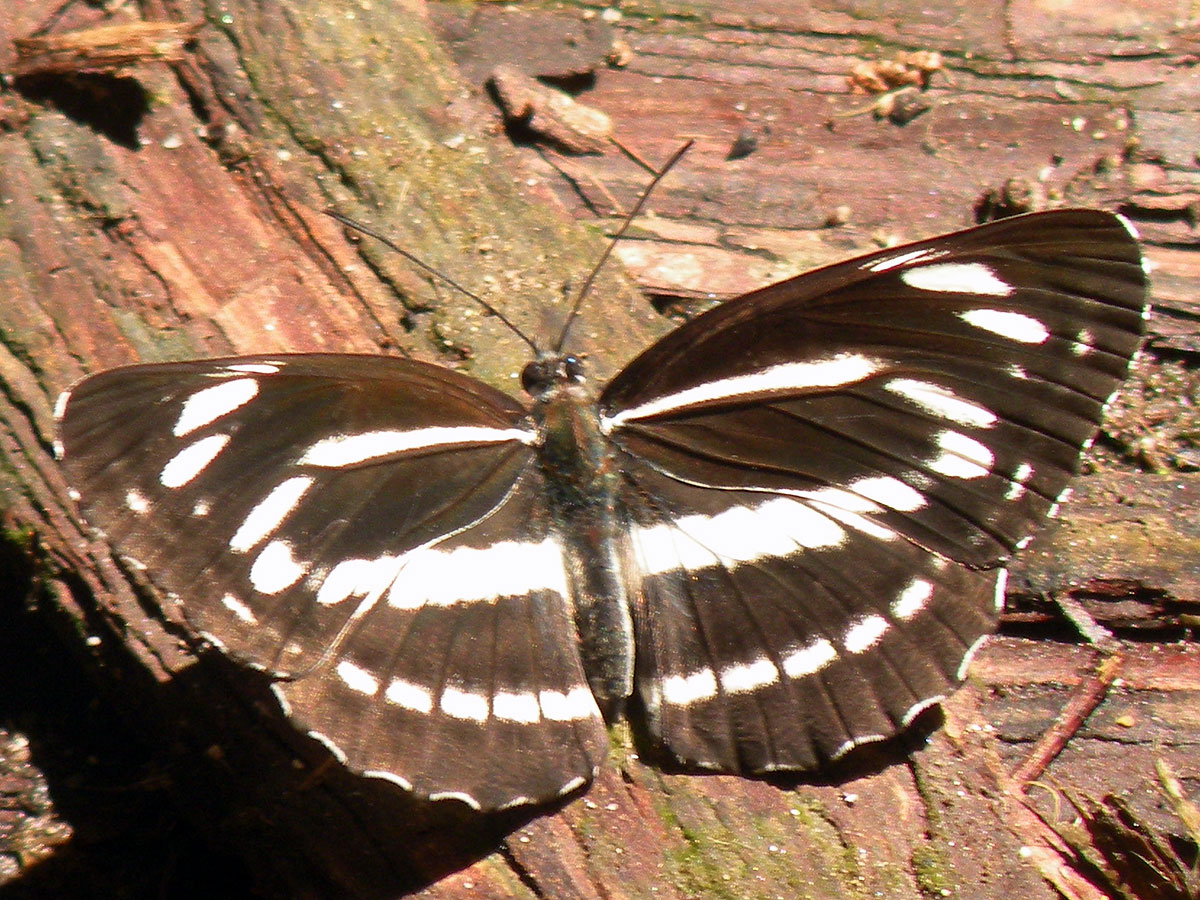